# You Shook Me All Night Long
"You Shook Me All Night Long" là bài hát của ban nhạc hard rock của Úc, AC/DC, từ album Back in Black. Bài hát cũng xuất hiện lại trong album Who Made Who của họ. Đây là đĩa đơn đầu tiên của AC/DC mà Brian Johnson là ca sĩ chính và đạt vị trí thứ 35 trên bảng xếp hạng đĩa đơn Hot 100 của Mỹ vào năm 1980. Single này đã được phát hành lại trên toàn thế giới vào năm 1986, sau khi phát hành album Who Made Who. Single được phát hành lần đầu tiên vào năm 1986 có chứa mặt B: B1. "She's Got Balls" (Live, Bondi Lifesaver '77); B2. "You Shook Me All Night Long" (Live'83 - 12-inch maxi-đơn duy nhất).
"You Shook Me All Night Long" đứng ở vị trí thứ 10 trong danh sách "100 bài hát hay nhất thập niên 80" của VH1. Nó cũng được xếp hạng số 1 trong "Top Ten AC / DC Songs" của VH1. Guitar World đã đặt "You Shook Me All Night Long" ở vị trí 80 trên danh sách 100 bài hát solo tuyệt vời nhất của họ.

## Các phiên bản trình diễn sân khấu
Bài hát trở thành bài tủ của các buổi hòa nhạc AC / DC, và hiếm khi bị loại ra khỏi danh sách trình diễn.
Bốn phiên bản trực tiếp của bài hát đã được chính thức phát hành. Phiên bản đầu tiên xuất hiện trong single maxi-1986 "You Shook Me All Night Long"; bản thứ hai được đưa vào album Live; Phiên bản thứ ba nằm trong soundtrack của bộ phim Private Parts của Howard Stern, và cũng xuất hiện trong bộ AC/DC Backtracks; bản thứ tư nằm trong live album của ban nhạc, Live at River Plate.
"You Shook Me All Night Long" cũng là bài hát thứ hai được AC/DC trình diễn trong Saturday Night Live năm 2000, sau khi trình diễn "Stiff Upper Lip". Khi AC/DC được được đưa vào Rock and Roll Hall of Fame năm 2003 bởi Steven Tyler của Aerosmith, họ đã biểu diễn bài hát này cùng với Tyler.
Johnson trình diễn bài hát này cùng với Billy Joel tại Madison Square Garden ở New York, Mỹ vào tháng 3 năm 2014. Ấn phẩm Salon được đưa ra vào buổi sáng hôm sau trong phần giới thiệu về cảnh quay video của buổi biểu diễn: "Đây sẽ là video yêu thích của bạn ngày hôm nay, hoặc một cơn ác mộng âm nhạc hoàn toàn!" 